# Megasecoptera
Los megasecópteros (Megasecoptera) son un orden de insectos del Paleozoico. Comprende 22 familias con alrededor de 35 géneros conocidos.
Como sucedía con todos los demás ejemplares de Palaeodictyopteroidea, estos insectos tenían piezas bucales chupadoras, que usaban para agujerear la cubierta de las plantas y extraer materiales de alta calidad tales como esporas y polen.
Los miembros de Megasecoptera tenían dos pares de alas (algunos paleóteros tenían tres), que eran aproximadamente del mismo tamaño. Las alas se mantenían probablemente de forma horizontal, como sucede en las libélulas (Odonata, Anisoptera). La base de las alas tendía a ser muy delgada y peciolada, como ocurre en los caballitos del diablo (Odonata, Zygoptera). El cuerpo era largo y delgado. El género Protohymen es bastante más robusto y corto que un típico megasecóptero.
Durante su relativamente breve período de existencia, Megasecoptera tuvo bastante éxito. Se ha estimado que este orden reunió al 50% de la biomasa de insectos en algunos lugares, aunque la evidencia disponible podría ser desorientadora. [cita requerida]

## Sistemática
- Hexapoda
  - Insecta
    - Dicondylia
      - (Pterygota)
        - Orden Megasecoptera Brongniart, 1885 †
          - Suborden Eubleptoptera
            - Familia Anchineuridae
            - Familia Engisopteridae
            - Familia Eubleptidae
            - Familia Namurodiaphidae
            - Familia Sphecocorydaloididae
            - Familia Xenopteridae

          - Suborden Eumegasecoptera
            - Familia Carbonopteridae
            - Familia Corydaloididae
            - Familia Mischopteridae
            - Familia Moravohymenidae
            - Familia Sphecopteridae
            - Familia Vorkutiidae

          - Suborden Protohymenoptera
            - Familia Ancopteridae
            - Familia Aspidohymenidae
            - Familia Aspidothoracidae
            - Familia Bardohymenidae Zalessky, 1937
            - Familia Brodiidae
            - Familia Brodiopteridae
            - Familia Caulopteridae
            - Familia Hanidae
            - Familia Protohymenidae
            - Familia Scytohymenidae